# (17957) 1999 JE29
A (17957) 1999 JE29 a Naprendszer kisbolygóövében található aszteroida. A LINEAR projekt keretében fedezték fel 1999. május 10-én.